# Mick Wallace
Mick Wallace (nascut el 9 de novembre del 1955 a Wellington Bridge, Wexford, República d'Irlanda) és un activista per la pau i polític irlandès qui és membre del Parlament Europeu pel districte South d'ençà el juliol del 2019. És membre del partit Independents 4 Change d'Irlanda del districe South des del 2019, que és part del partit europeu Esquerra Unitària Europea/Esquerra Verda Nòrdica. Wallace es va graduar a la University College Dublin i va ser Teachta Dála (membre de la cambra baixa irlandesa) del 2011 al 2019.